# Област Урју
Област Урју (јап. 雨竜郡) Uryū-gun се налази у субпрефектурама Сорачи и Камикава, Хокаидо, Јапан. 
2004. године, у области Урју живело је 18.996 становника и густину насељености од 12,70 становника по км². Укупна површина је 1,495,78 км².

## Вароши и села

### Субпрефектура Камикава
- Хороканај

### Субпрефектура Сорачи
- Чипобецу
- Хокурју
- Мосеуши
- Нумат
- Урју

## Историја
1. априла, 2010. године, Хороканај је прешао из субпрефектуре Сорачи у субпрефектури Камикава, па је и област Урју сада и део друге субпрефектуре.